# Trypeticus smetanai
Trypeticus smetanai är en skalbaggsart som beskrevs av Kanaar 2003. Trypeticus smetanai ingår i släktet Trypeticus och familjen stumpbaggar. Inga underarter finns listade i Catalogue of Life.